# Pachymorpha squalida
Pachymorpha squalida är en insektsart som först beskrevs av Gray, G.R. 1833.  Pachymorpha squalida ingår i släktet Pachymorpha och familjen Diapheromeridae. Inga underarter finns listade i Catalogue of Life.